# إليزابيث جونسون
إليزابيث جونسون (بالإنجليزية: Elizabeth Johnson)‏ (و. 1941 – م) هي ثيولوجية، وأستاذة جامعية، من الولايات المتحدة الأمريكية.

## التعليم
تعلمت في الجامعة الكاثوليكية الأمريكية.